# Урлядинський
Урлядинський (рос. Урлядинский) — селище у Верхньоуральському районі Челябінської області Російської Федерації.
Входить до складу муніципального утворення Карагайське сільське поселення. Населення становить 446 осіб (2010).

## Історія
Від 4 листопада 1926 року належить до Верхньоуральського району Челябінської області.
Згідно із законом від 24 червня 2004 року органом місцевого самоврядування є Карагайське сільське поселення.

## Населення
| 2002 | 2010 |
| ---- | ---- |
| 599  | ↘446 |

## Відомі особистості
В поселенні народився:
- Акулінін Іван Григорович (1880—1944) — російський воєначальник.